# Andrena cochlearicalcar
Andrena cochlearicalcar (лат.) — вид пчёл из рода Andrena (семейство Andrenidae). Средняя Азия: Узбекистан и Казахстан. Длина тела 7,6—7,9 мм, длина переднего крыла — 5,5—5,9 мм. Клипеус гладкий и блестящий. Соотношение длины головы к её ширине (HL/HW) = 0,90. Выступ лабрума широкоокруглый. Жвалы чёрные (с красноватой апикальной частью), флагеллум коричневый, жилки крыла и птеростигма коричневая; голенные шпоры желтовато-коричневые; задние края метасомальных тергитов красновато-коричневые. Типовой вид среднеазиатского подрода Osychnyukandrena Michener, 2000, который был установлен американским профессором Чарлзом Миченером в признание заслуг украинского энтомолога Анны Осычнюк для замены преокупированного таксона Calcarina Osytschnjuk, 1993.